# باب القلعة (اللاذقية)
باب القلعة هو الأثر الوحيد المتبقي من قلاع مدينة اللاذقية الثلاث. تقع البوابة في حي القلعة و يصعد إليها بعدة درجات و تؤدي إلى جامع النور (جامع الشيخ محمّد المغربي). والبوابة ذات بناء من الطراز العربي الإسلامي.